# Rhaphidophora gorokensis
Rhaphidophora gorokensis P.C.Boyce – gatunek wieloletnich, wiecznie zielonych pnączy z rodziny obrazkowatych, pochodzących z Papui-Nowej Gwinei, zasiedlających lasy deszczowe. Komórki tych roślin posiadają 60 chromosomów tworzących 30 par homologicznych.